# ジャネット・ノーラン
ジャネット・ノーラン（Jeanette Nolan,  1911年12月30日 - 1998年6月5日）は、アメリカ合衆国の女優、声優である。

## 来歴
1911年、カリフォルニア州のロサンゼルス生まれ。パサデナにある劇団で役者としての活動を始め、ロサンゼルス・シティー・カレッジの生徒だった1932年にラジオで声優デビュー。。その後は、ラジオドラマの声優として、1940年代も活動を続けた。
1948年にオーソン・ウェルズによる『マクベス』で映画デビューを果たしている。1950年代に入ると、映像作品を中心にキャリアを築き、それ以降は様々な作品へ出演。テレビドラマへも数多く出演しているほか、1977年には声優としてウォルト・ディズニー・プロダクションによる長編映画『ビアンカの大冒険』や同プロダクションによる『きつねと猟犬』へ参加した。ちなみに声の出演では他に、アルフレッド・ヒッチコック監督による『サイコ』で、ノーマン・ベイツの母親、ノーマ・ベイツの声も担当している。

### 死去
1998年、カリフォルニア州のロサンゼルスにて脳梗塞のため、死去。86歳だった。

## 出演作品

### 映画
- マクベス Macbeth (1948)
- ワーズ&ミュージック Words and Music (1948)
- No Sad Songs for Me (1950)
- サドル・トランプ Saddle Tramp (1950)
- キム Kim (1950)
- 脱獄者の秘密 The Secret of Convict Lake (1951)
- 幸福の時間/ビビとペギー The Happy Time (1952)
- ネバダ決死隊 Hangman's Knot (1952)
- 復讐は俺に任せろ The Big Heat (1953)
- 捨身の一撃 A Lawless Street (1955)
- 悪人への貢物 Tribute to a Bad Man (1956)
- Everything But the Truth (1956)
- 第7騎兵隊 7th Cavalry (1956)
- The Halliday Brand (1957)
- 赤い連発銃 The Guns of Fort Petticoat (1957)
- 四月の恋 April Love (1957)
- Wild Heritage (1958)
- The Rabbit Trap (1959)
- サイコ Psycho (1960)
- おとぼけ先生 The Great Impostor (1961)
- 馬上の二人 Two Rode Together (1961)
- リバティ・バランスを射った男 The Man Who Shot Liberty Valance (1962)
- My Blood Runs Cold (1965)
- 恐怖の蝋人形 Chamber of Horrors (1966)
- The Reluctant Astronaut (1967)
- Did You Hear the One About the Traveling Saleslady? (1968)
- ハイジャック Hijack! (1973) ※テレビ映画
- 青空に踊る The Sky's the Limit (1975)
- The Winds of Autumn (1976)
- ビアンカの大冒険 The Rescuers (1977) ※声の出演
- マニトウ The Manitou (1977)
- アバランチ/白銀の恐怖 Avalanche (1978)
- 名犬ラッシー/ロッキーを越えて Lassie: A New Beginning (1978) ※テレビ映画
- きつねと猟犬 The Fox and the Hound (1981) ※声の出演
- 告白 True Confessions (1981)
- 豪華客船ゴライアス号の奇跡 Goliath Awaits (1981) ※テレビ映画
- The Wild Women of Chastity Gulch (1982) ※テレビ映画
- Cloak & Dagger (1984)
- 地獄の必殺人/シャドー・ウルフ Street Justice (1987)
- モンタナの風に抱かれて The Horse Whisperer (1998)

### テレビドラマ
- ノース夫妻 Mr. & Mrs. North (1953)
- 陽気なネルソン The Adventures of Ozzie and Harriet (1953)
- Letter to Loretta (1954)
- Cavalcade of America  (1956)
- マチネー・シアター Matinee Theatre (1956, 1957)
- Dr.クリスチャン Dr. Christian (1957)
- ガンスモーク Gunsmoke (1957 - 1970)
- 名探偵ダイヤモンド Richard Diamond, Private Detective (1957, 1959)
- ヒッチコック劇場 Alfred Hitchcock Presents (1957, 1958, 1959, 1961)
- ザ・ミリオネア The Millionaire (1958)
- ジェネラル・エレクトリック・シアター General Electric Theater (1958)
- ドラグネット Dragnet (1958)
- 拳銃街道 Tales of Wells Fargo (1958, 1959)
- 西部のパラディン Have Gun - Will Travel (1958, 1960, 1962)
- ペリー・メイスン Perry Mason (1958 - 1965)
- 裸の町 Naked City (1959)
- レストレス・ガン The Restless Gun (1959)
- ソニー号空飛ぶ冒険 Whirlybirds (1959)
- ピーター・ガン Peter Gunn (1959)
- バーボン・ストリート Bourbon Street Beat (1959)
- クロンダイク Klondike (1960)
- 拳銃無宿 Wanted: Dead or Alive (1960)
- Guestward Ho! (1961)
- バット・マスターソン Bat Masterson (1961)
- 南海の冒険 Adventures in Paradise (1961)
- 幌馬車隊 Wagon Train (1961, 1963, 1965)
- サーカス西部を行く Frontier Circus (1962)
- 87分署シリーズ 87th Precinct (1962)
- マッコイじいさん The Real McCoys (1962)
- コラプターズ Target: The Corruptors (1962)
- ベン・ケーシー Ben Casey (1962)
- ミステリー・ゾーン Twilight Zone (1962, 1963)
- ハワイアン・アイ Hawaiian Eye (1963)
- ララミー牧場 Laramie (1963)
- ジェミーの冒険旅行 The Travels of Jaimie McPheeters (1963)
- ドクター・キルデア Dr. Kildare (1963, 1964)
- バージニアン The Virginian (1963 - 1970)
- コンバット! Combat! (1964)
- イレブンス・アワー The Eleventh Hour (1964)
- 名犬ラッシー Lassie (1964)
- スラッタリー物語 Slattery's People (1964)
- アルフレッド・ヒッチコック・アワー The Alfred Hitchcock Hour (1964)
- パパ大好き My Three Sons (1964, 1965, 1966)
- 0011ナポレオン・ソロ The Man from U.N.C.L.E. (1965)
- ミネソタの娘 The Farmer's Daughter (1965)
- バークにまかせろ Burke's Law (1965)
- アイ・スパイ I Spy (1965, 1966)
- 逃亡者 The Fugitive (1966)
- 腰抜け中隊 F Troop (1966)
- シェナンドー A Man Called Shenandoah (1966)
- ボナンザ Bonanza (1966)
- ディズニーランド Disneyland (1966 - 1975)
- インベーダー The Invaders (1967)
- 鬼警部アイアンサイド Ironside (1968)
- おゝ猛妻イブとケイ The Mothers-In-Law (1968, 1969)
- ハワイ5-0 Hawaii Five-O (1969)
- 略奪された100人の花嫁 Here Come the Brides (1970)
- ネーム・オブ・ザ・ゲーム The Name of the Game (1970)
- ドクター・ウェルビー Marcus Welby, M.D. (1970)
- 四次元への招待 Night Gallery (1970, 1971)
- 西部二人組 Alias Smith and Jones (1971)
- 復讐の鬼探偵ロングストリート Longstreet (1971)
- FBIアメリカ連邦警察 The F.B.I. (1971)
- 恋愛専科 Love, American Style (1971)
- 保安官サム・ケイド Cade's County (1972)
- マニックス Mannix (1972, 1973)
- ヘック・ラムジー Hec Ramsey (1973)
- サンフランシスコ捜査線 The Streets of San Francisco (1973)
- 刑事コロンボ Columbo (1973, 1978)
- 追跡者 Harry O (1975)
- 女刑事ペパー Police Woman (1975)
- わが家は11人 The Waltons (1978)
- ラブ・ボート The Love Boat (1978)
- チャーリーズ・エンジェル Charlie's Angels (1979)
- The Misadventures of Sheriff Lobo (1979)
- ファンタジー・アイランド Fantasy Island (1979, 1982)
- 超人ハルク The Incredible Hulk (1980)
- がんばれ!ブーマー Here's Boomer (1980)
- Dr.トラッパー サンフランシスコ病院物語 Trapper John, M.D. (1981, 1984)
- ロス警察特捜隊 Strike Force (1982)
- パトカーアダム30 T.J. Hooker (1982)
- Dr.刑事クインシー Quincy M.E. (1983)
- ゴールデンガールズ The Golden Girls (1985)
- 女刑事キャグニー&レイシー Cagney & Lacey (1987)
- 冒険野郎マクガイバー MacGyver (1989)